# George Parks Highway

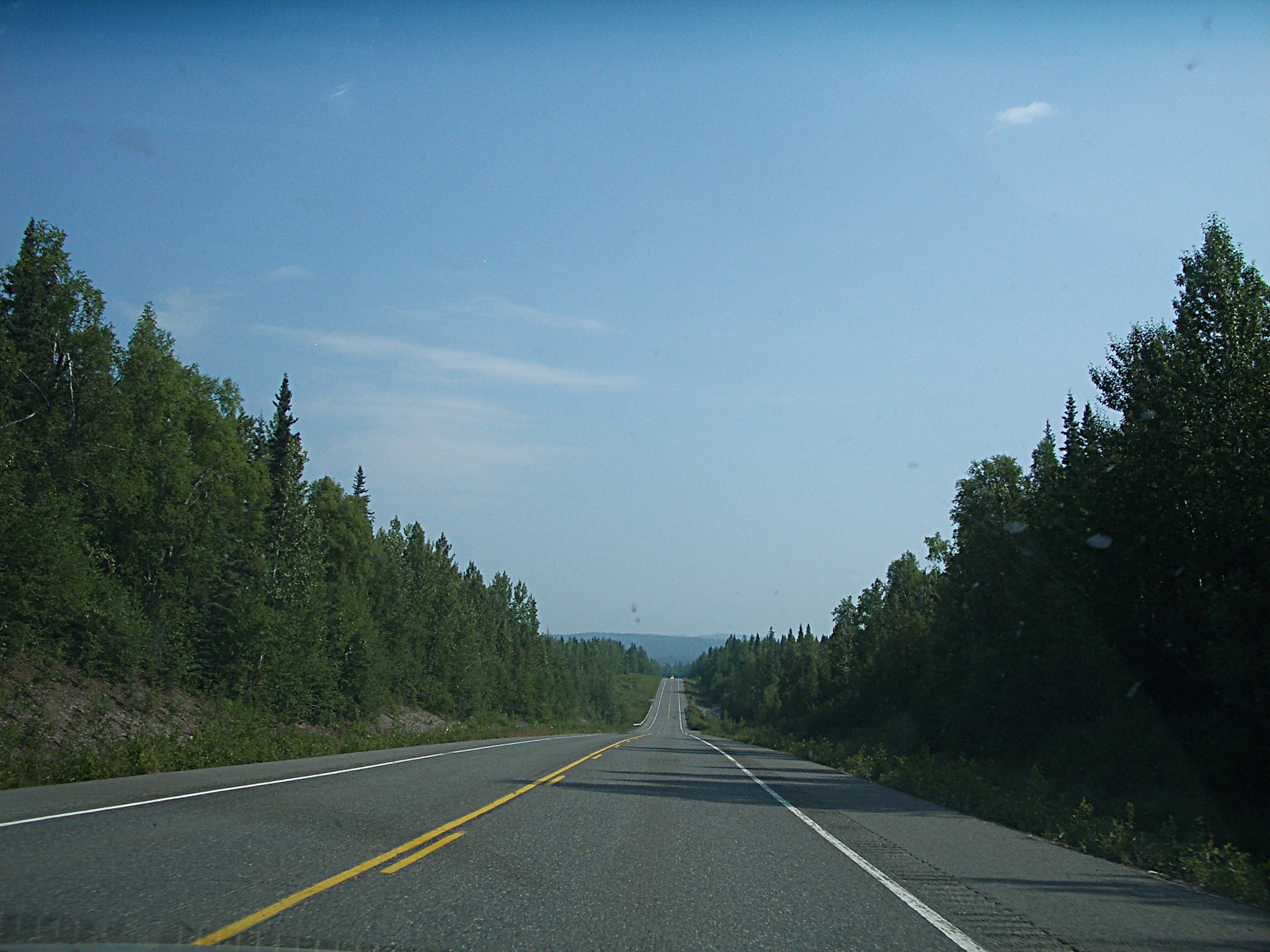
George Parks Highway

George Parks Highway (numrerad som Alaska Route 3), vanligen kallad Parks Highway, är en 520 kilometer lång landsväg i Alaska, som går från Glenn Highway 56 kilometer norr om Anchorage till Fairbanks i Alaska Interior. Vägen kallades från början Anchorage-Fairbanks Highway och stod färdig 1971. Sitt nuvarande namn fick den 1975. Den ingår i Alaska Routes-systemet.
Vägen, som till största delen går parallellt med Alaska Railroad, är en av de viktigaste vägarna i Alaska. Den är huvudvägen mellan Anchorage och Fairbanks, Alaskas två största städer, och är huvudvägen till Denali nationalpark samt till Matanuska-Susitna-dalen.
Ett vanligt missförstånd är att namnet Parks Highway kommer av sin närhet till Denali nationalpark och Denali State Park, men sanningen är att namnet är en hyllning till George Alexander Parks som var guvernör i Alaska 1925-33. Namnets lämplighet insågs dock redan när det valdes.
Milstenarna längs med vägen börjar inte med 0, istället börjar de med 35 (km 56), då de fortsätter med den numrering som började på Glenn Highway från där vägana möts nära Palmer. Nollstenen för Glenn Highway ligger i centrala Anchorage, och milstenar längs med Parks Highway reflekterar avståndet från Anchorage.
Två sektioner av vägen håller motorvägsstatus. Dessa är en bit väg nära korsningen med Glenn Highway utanför Palmer och en sträcka nära anslutningen till Alaska Route 2 nära Fairbanks.

## Avfartslista
Avfarter i Alaska numreras inte.
| Milsten             | Gata                                    | Noter                                   |
| 35,0                | Trafik dirigeras till Glenn Hwy South   | Trafik dirigeras till Glenn Hwy South   |
| ------------------- | --------------------------------------- | --------------------------------------- |
| 35,0                | Glenn Hwy North                         | Endast södergående trafik               |
| 35,92               | Matanuska Rd.                           |                                         |
| 37,58               | N. Hyer Road                            |                                         |
| 38,66               | Motorväg nära Palmer upphör             | Motorväg nära Palmer upphör             |
| 352,65              | Motorväg nära Fairbanks börjar          | Motorväg nära Fairbanks börjar          |
| 352,65              | Geist Road                              |                                         |
| 353,81              | Airport Road                            |                                         |
| Uppehåll i motorväg |                                         |                                         |
| 354,73              | University Ave. South                   |                                         |
| 356,94              | Peger Rd.                               |                                         |
| 357,95              | Lathrop St.                             |                                         |
| Motorväg fortsätter |                                         |                                         |
| 358,0               | Steese Hwy N.                           | Endast norrgående trafik                |
| 358,0               | Trafik dirigeras till Richardson Hwy S. | Trafik dirigeras till Richardson Hwy S. |

## Städer och platser längs med vägen
- Wasilla, mile 42 (km 68)
- Big Lake, via Big Lake Road, mile 52 (km 84)
- Houston, mile 57 (km 92)
- Willow, mile 69 (km 111)
- Hatcher Pass, via Hatcher Pass Road, mile 71 (km 115)
- Talkeetna, via Talkeetna Spur Road, mile 99 (km 159)
- Trapper Creek, mile 115 (km 185)
- Denali State Park, miles 132–169 (km 212–272)
- Cantwell, mile 210 (km 338)
- Denali nationalpark (entrén), mile 237 (km 382)
- Healy, mile 249 (km 400)
- Anderson och Clear Air Force Station, mile 284 (km 456)
- Nenana, mile 304 (km 490)
- Ester, mile 352 (km 566)
- Fairbanks, mile 358 (km 576)